# 大醉侠 (电视剧)
《大醉侠》，是2002年中国武侠电视连续剧，讲述了“问天”、“万心”两个兄弟分别被人抚养长大，最后两兄弟反目成仇，对决残杀的故事。由峨嵋电影制片厂、北京嘉兰影视文化艺术有限责任公司、北京金英马影视文化有限责任公司联合出品。赵文卓、莫少聰、杨恭如、杨若兮主演。

## 简介
“问天”、“万心”是明朝第二代皇帝建文帝的儿子，他们刚出生时，朱棣发动靖难之役夺取建文帝的皇位。建文帝让两人分别吞下既可长生、又可增加功力的极阴水龙珠、极阳火龙珠，命令他的护卫把他们保护走，却因为一场意外而失散了。问天被护卫米酒头所救，万心被东厂太监楚天星带走，从此万心成为了楚公公的义子。 问天在米酒头的抚养下成为山寨勇士，两人相遇之时，在不知情的状况下结为了义兄弟。万心本要和富家千金白羽彤结为夫妻，但白羽彤不满东厂专门跋扈的作风，化身为劫富济贫的女侠金燕子，对侠肝义胆的问天一见倾心。

## 演员表
| 演员                | 角色             | 备注                         |
| 赵文卓 配音：张震   | 问天             | 建文帝之子，江湖称“大醉侠”   |
| 杨恭如 配音：徐晓青 | 白羽彤           | 问天的爱人，江湖称“金燕子”   |
| 莫少聰 配音：陆揆   | 万心             | 问天胞弟，认贼作父，想当皇帝 |
| 杨若兮 配音：纪元   | 米小婉           | 问天小师妹                   |
| 李勇勇 配音：李桃李 | 红姑             | 白羽彤师父，建文帝护卫之一   |
| 董晓燕 配音：王晓燕 | 花弄影（玉玲珑） | 建文帝妃子，白羽彤的母亲     |
| 于月仙 配音：李桃李 | 花残一           | 花弄影门徒                   |
| 梁静 配音：金雁     | 水霖铃           | 楚万心的爱人                 |
| 朱雅娜 配音：金雁   | 花魁             |                              |
| 贾一平 配音：金永钢 | 通不达           | 米小婉爱人                   |
| 张巍 配音：程寅     | 楚天行           | 东厂厂公，楚万心义父         |
| 张春仲 配音：宣晓鸣 | 洪贵             | 东厂千户                     |
| 谢昀杉 配音：金雁   | 臭皮蛋           | 问天徒弟                     |
| 刘福山 配音：李立宏 | 米酒头           |                              |
| 张小军 配音：李立宏 | 五加皮           |                              |
| 华方 配音：齐杰     | 竹叶青           |                              |
| 张昕 配音：李志新   | 卜算子           |                              |